# Erotematyka
Erotematyka (erotematyczna metoda), zwana również sokratyczną (od metody sokratycznej) – metoda używana w erystyce, służąca umocnieniu własnych twierdzeń poprzez zadawanie pytań o ich potwierdzenie przeciwnikowi. Przeciwnik, często nieświadom tego, że swoimi wypowiedziami pomaga nam w dowodzeniu naszych tez, jest atakowany krótkimi, częstymi pytaniami, tak aby nie był w stanie domyślić się celu rozmowy, ani przemyśleć swoich odpowiedzi.
Metoda często stosowana także podczas przesłuchań, gdzie oskarżonego bierze się w krzyżowy ogień pytań w celu wyłowienia ewentualnych sprzeczności w jego odpowiedziach.
Erotematykę stosuje się również jako metodę nauczania, która polega na zadawaniu pytań przez nauczyciela związanych z tematem omawianym na zajęciach i udzielaniu przez uczniów odpowiedzi. Metoda występuje w trzech odmianach: pogadanki, dyskusji oraz poprzez postawienie problemu